# La canzone di Brian
La canzone di Brian (Brian's Song) è un film del 1971 diretto da Buzz Kulik e interpretato da James Caan e Billy Dee Williams.
Il film è basato sulla storia del giocatore di football americano Brian Piccolo, malato terminale di cancro.

## Trama
Il giovane talento di colore Gale Sayers, giocatore di football, approda alla squadra dei Chicago Bears impressionando i nuovi compagni di squadra sulle sue possibilità come runner diventando amico del veterano Brian Piccolo. Questo lo aiuterà ad ambientarsi ed a rimettersi da un infortunio di gioco ma la loro grande amicizia però presto verrà funestata dalla malattia di Brian che lo porterà alla morte.

## Premi e riconoscimenti
- Primetime Emmy Awards
  - 1972 - Migliore film per la televisione